# ドヴァーラヴァティー王国

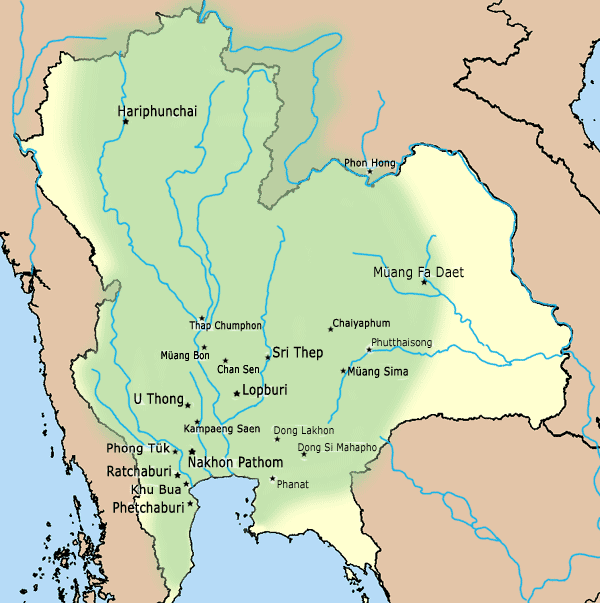
ドヴァーラヴァティー王国の勢力範囲

ドヴァーラヴァティー王国（ドヴァーラヴァティーおうこく）は、6世紀ごろから11世紀ごろまでに存在したといわれるモン族による王国。議論はあるが、ナコーンパトムを中心としたチャオプラヤー川沿いのモン族による都市国家の連合体であるという見解が現在のところ有力である。

## 参考文献

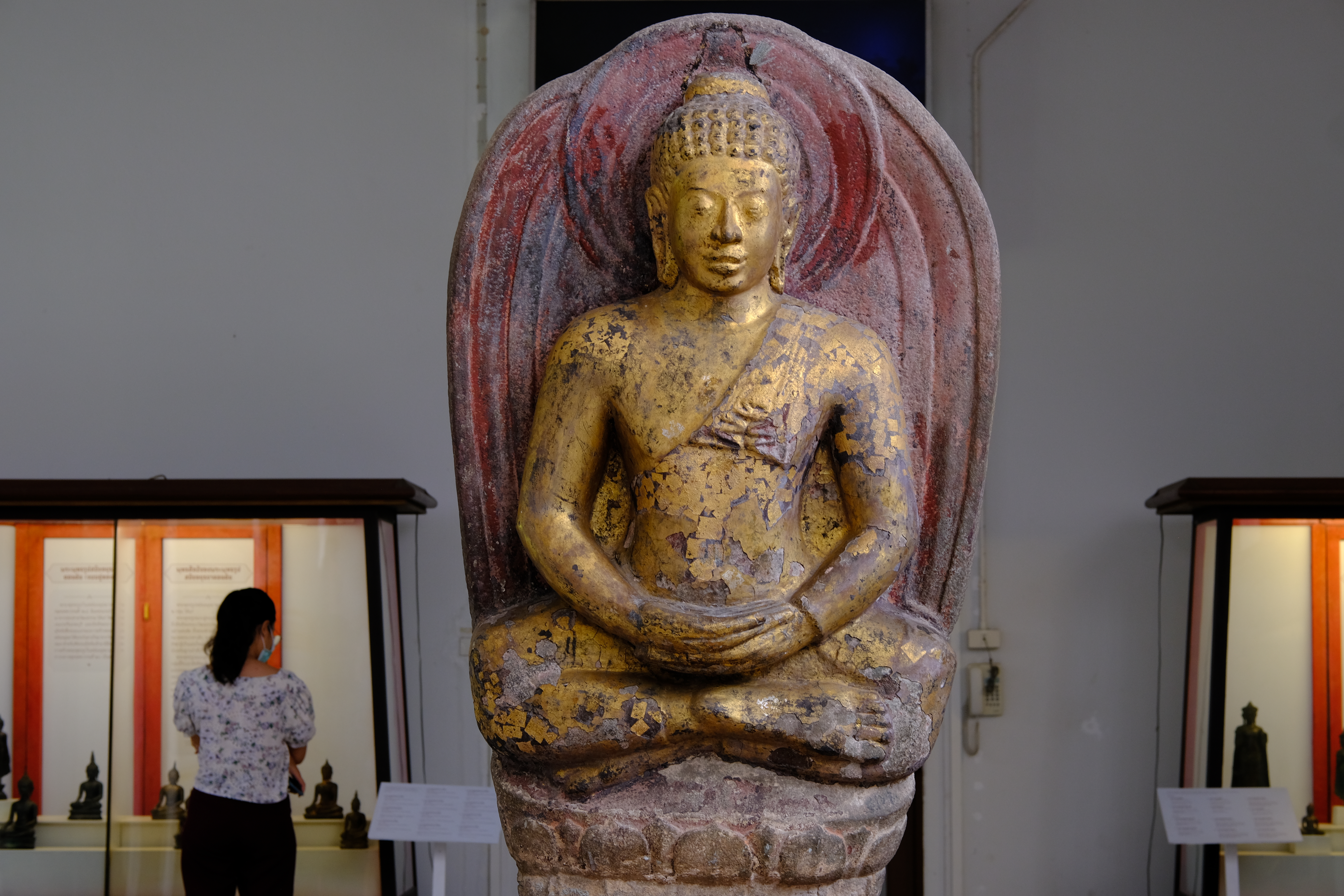
7世紀-11世紀のものと想定されるされるドヴァーラヴァティー様式の仏陀像

## 概説
もともとドヴァーラヴァティーとは、美術史の研究家によって、6世紀ごろから11世紀ごろまでの時代の遺物として発掘された、「ドヴァーラヴァティー様式」と呼称される一定の様式を持った仏教美術品を有していたと考えられる文明に対して与えられた名前である。1884年にSamuel Bealが唐の玄藏が書いた著作の翻訳を行っていた際に文中にあった「堕羅鉢底」を、インド神話の人物であるクリシュナの建設したとされる伝説の都市dvāravaṯī（「港への玄関口である」の意味）の音訳であると考え、これを訳語に採用したのに始まる。

### 成立時期
ドヴァーラヴァティー王国の成立時期は、『陳書』や『冊府元亀』の「至徳元（583）年十二月景辰、頭和国遣使献方物」という記録から6世紀後半以降と考えられる。タイとミャンマー国境付近、チャオプラヤー川流域の海運、河川交通に適した場所に長径1kmから2km、短径0.5kmから1kmの楕円形の都市を築いていた。9世紀はじめに編纂された『通典』の記録から、これらの都市や環濠集落は、支配者階級の居住区であったと考えられる。
ドヴァーラヴァティーは、『隋書』、『旧唐書』、『新唐書』の記録をつき合わせると、6世紀後半当初陀桓（ムアン）と呼ばれる現ミャンマー南端部の勢力にしたがっていたが7世紀初頭に逆に陀桓を属国にしたと考えられている。しかし、これらの支配従属関係の情報が中国に正しく伝わっていたのかは別であり、考古学など他の視点からさらなる検証が求められる。

### 勢力範囲・建築・美術的特徴等

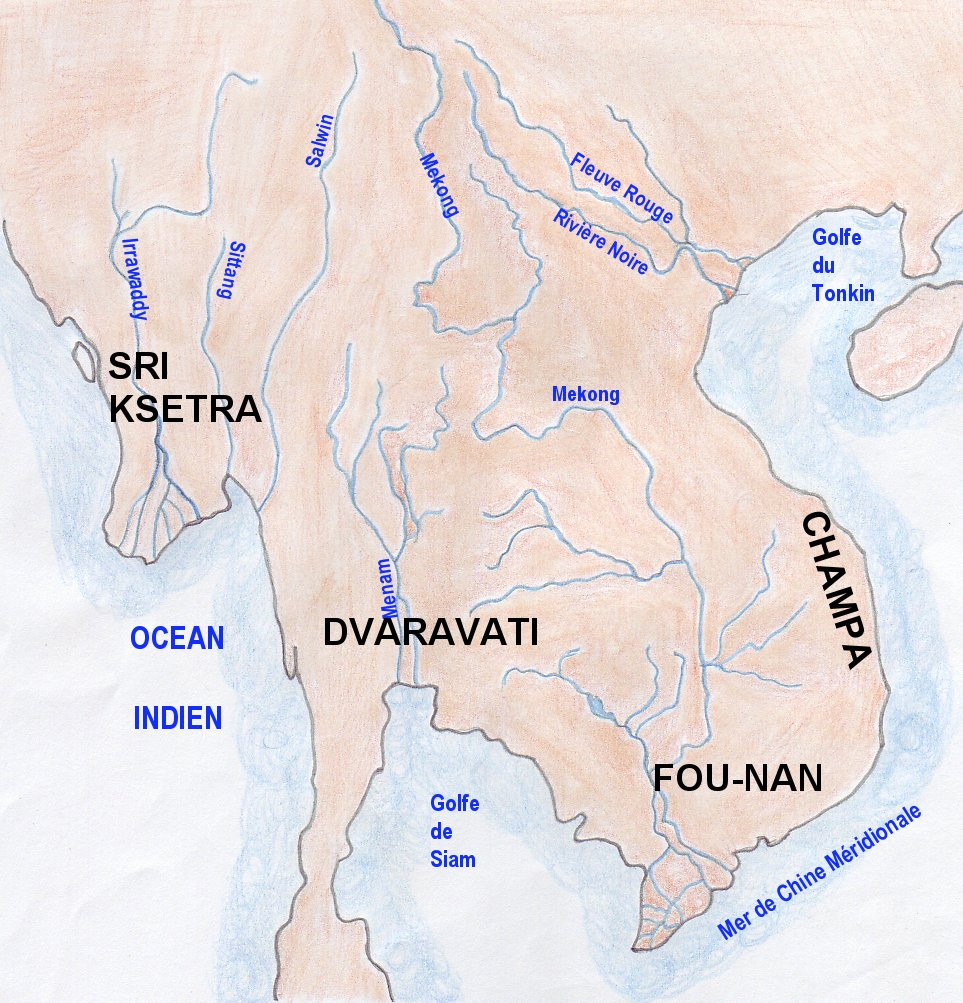
ドヴァーラヴァティー周辺地図

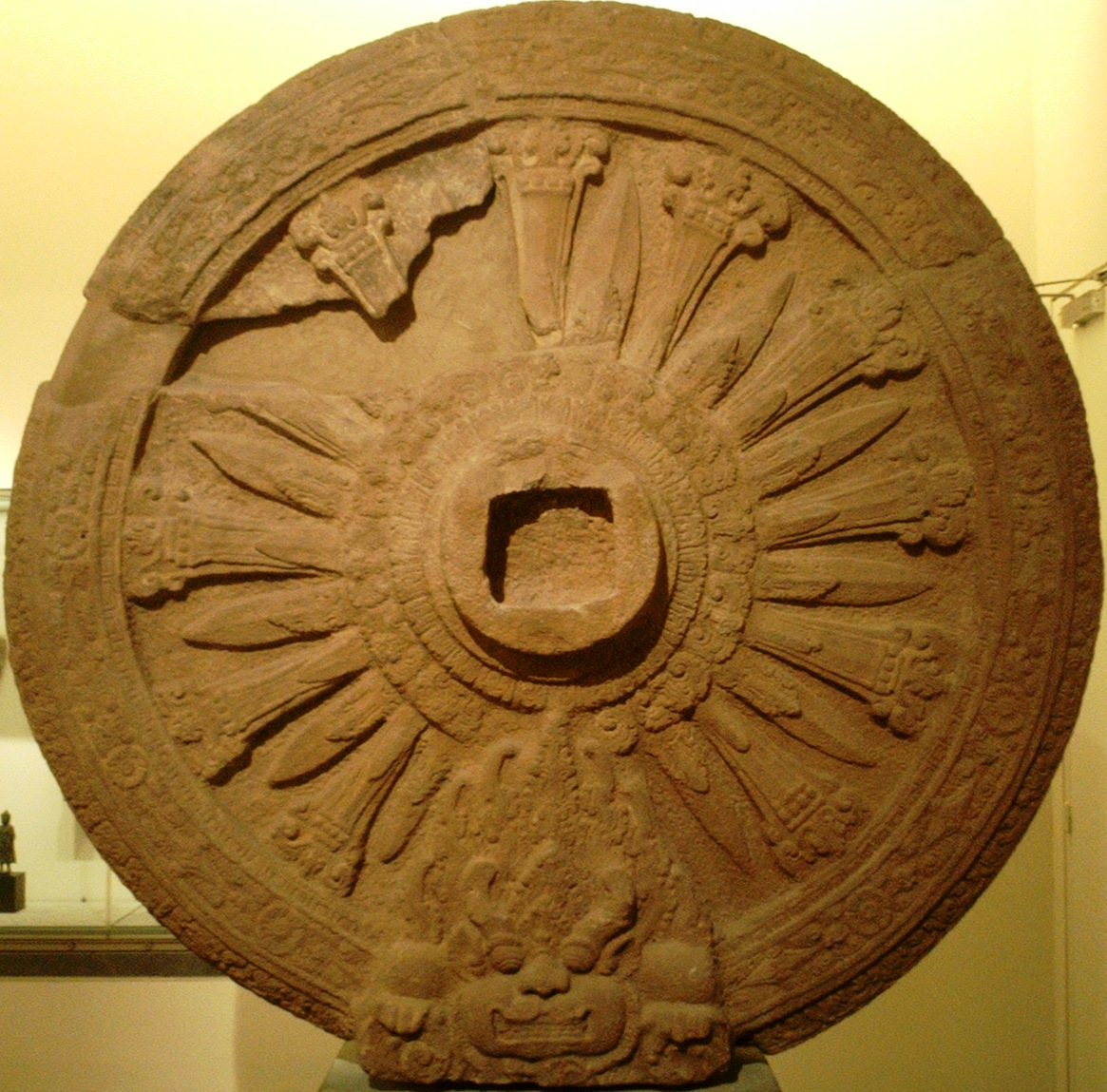
8世紀のものと推測されるドヴァーラヴァティー様式の法輪

ドヴァーラヴァティーの勢力はタイの東北部にまで及んでいたと思われ、メコン川支流のチー川、ムーン川流域にも、環濠集落や製塩、製鉄遺跡がみられる。またこの地域では、建物の四隅に建てられる結界石が見られ、釈迦の前世についての説話である本生譚の一部を題材としたレリーフが刻まれたり、サンスクリット語、パーリ語、モン語の銘文が刻まれたものも見られる。これらの銘文は、文字形態の編年研究から8世紀中葉から11世紀ごろに刻まれたと考えられている。これについては、ドヴァーラヴァティーの勢力範囲がもともとタイ東北部まで及んでいたのか勢力が拡張したのかという検証がクメール王国との関連でなされる必要があるように思われる。
全般的に環濠集落及びその大規模なものである都市の周辺やその内部には、仏像を安置した煉瓦造りの寺院やラテライト製の仏塔が建てられ、仏陀の姿や建物の壁面レリーフの特徴から主として上座部仏教が信仰されていた。ドヴァーラヴァティー時代の建物では、縦30cm強、横16cmから19cm、厚さ6cmから9cmのものと、縦45～47cm、横22cmから24cm、厚さ10cm弱の二種類の煉瓦が用いられ、ミャンマーのピュー文化の建物の煉瓦と規格が酷似し、小さめのタイプが用いられることも共通している。ただし、スコータイ王朝時代、アユタヤ朝時代の建物の煉瓦に比べると、大きいため容易に区別ができる。仏像の様式もインドのグプタ朝時代のサールナート様式の影響を色濃く反映し、衣に襞がなく薄く見せることに特徴がある。また、チャオプラヤー川流域の遺跡では、結界石は見られないが石の法輪が見られ、6世紀から10世紀頃に刻まれたと考えられるサンスクリット語、パーリ語、モン語の銘文もみられる。

### 経済
ドヴァーラヴァティー王国では、吉祥天の館を表現していると考えられるシュリーヴァッサ（srivatsa）という文様やsankhaと呼ばれるほら貝、kalathaと呼ばれる聖なる水を入れる壷、雄牛、旭日文などを刻んだ銀貨を発行していた。また銀貨には、śrīdvāravaṯīśvarapuṇya（「徳の高いドヴァーラヴァティーの王」）という名前が刻まれ、チャオプラヤー川河口よりやや上流に位置するナコーンパトム、ウートーンなどの遺跡を中心に出土し、モン語の銘文のある石造物を伴う都市遺跡の分布とあわせて王国の中心部と考えられている。銀貨の鋳造は支配者階級によって統制され、私鋳については、腕を切り落とされるくらい厳しく禁止されていた。ドヴァーラヴァティーの住民は象や馬を交通手段として用い、主として農業や商業をなりわいとしていた。賦課徴税の制度はとくに決められず、税額は住民の意思に任せられていたという。